# Медвежий Лог
Медвежий Лог (біл. Мядзведжы Лог) — селище в Улуковській сільській раді Гомельського району Гомельської області Республіки Білорусь.

## Географія

### Розташування
На півдні межує із лісом.
У 10 км на схід від Гомеля.

## Гідрографія
На сході – меліоративний канал.

## Транспортна мережа
Поруч автошлях Добруш — Гомель. Планування складається із короткої прямолінійної вулиці майже широтної орієнтації. Забудова дерев'яної садибного типу.

## Історія
Засноване на початку XX століття. У 1926 році у Головинській сільраді Гомельського району Гомельського округу. Під час німецько-радянської війни у вересні 1943 року німецькі окупанти повністю спалили селище. У 1959 році у складі радгоспу «Березки» (центр — село Берізки).

## Населення

### Чисельність
- 2009 — 51 мешканець.